# Šeteniai
Seteniai (poln. Szetejnie) ist ein kleines litauisches Dorf in der Gemeinde Kėdainiai, Bezirk  Kaunas.
Es hat etwa 30 Einwohner und liegt etwa in der Mitte Litauens links des Flusses Nevėžis, 13 km nördlich von Kedainiai und rund 70 km nördlich von Kaunas.
Der Ort ist bekannt als Geburtsort des polnischen Schriftstellers und Literaturnobelpreisträgers  Czesław Miłosz. Seit 1999 gibt es ein Kulturzentrum zu Ehren des Autors. 

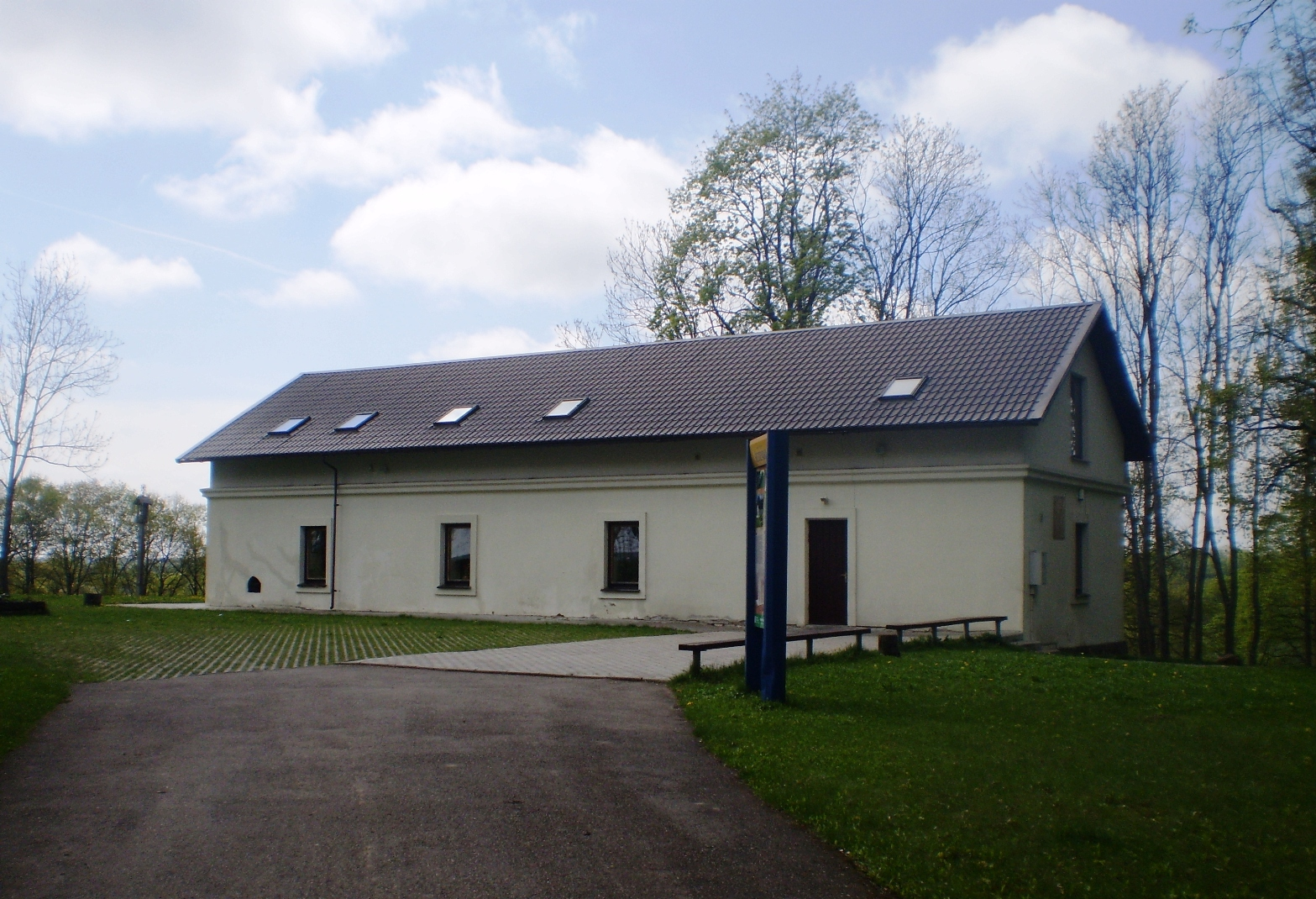
Geburtsort von Czesław Miłosz